# Arztkoffer

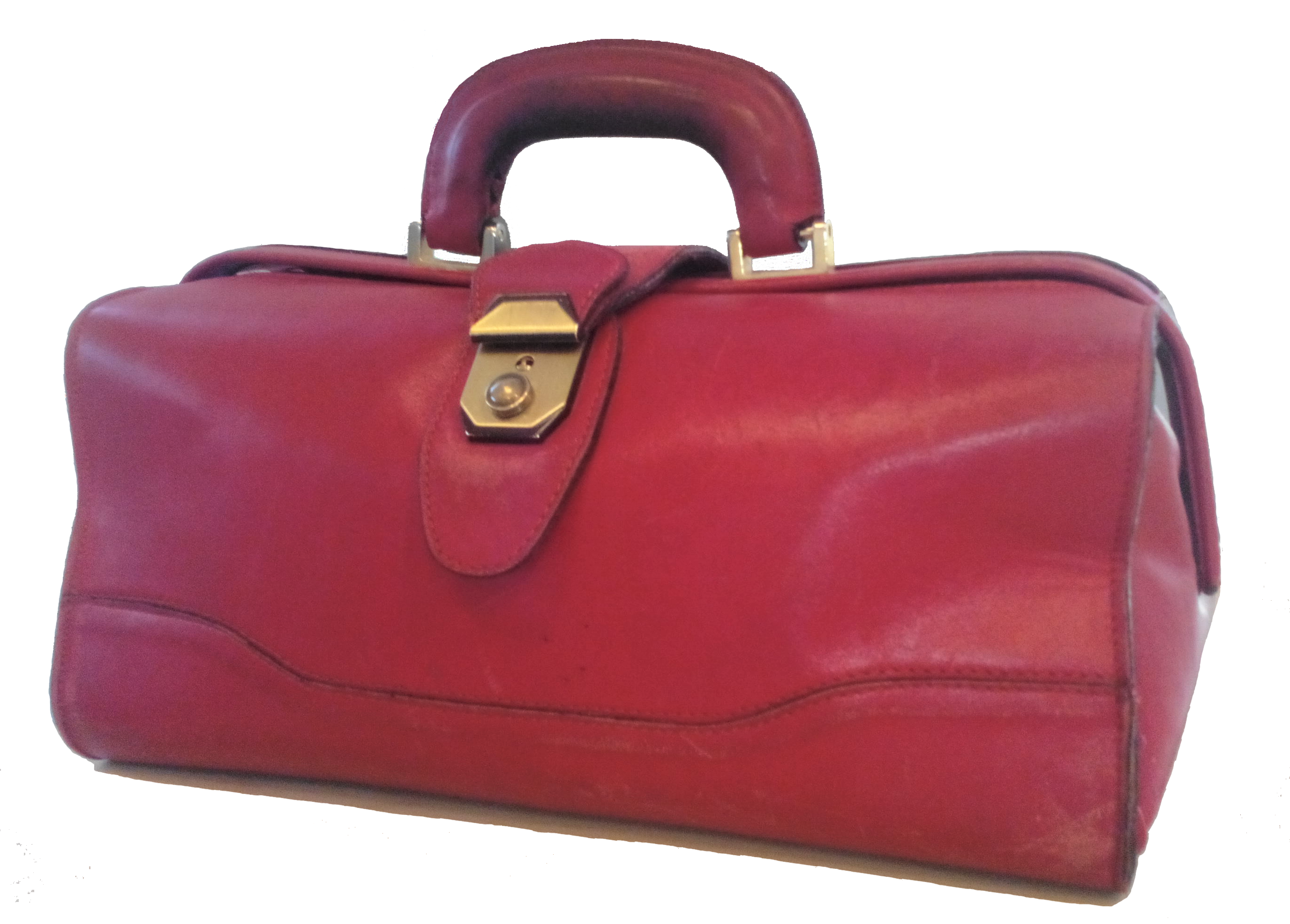
Arztkoffer

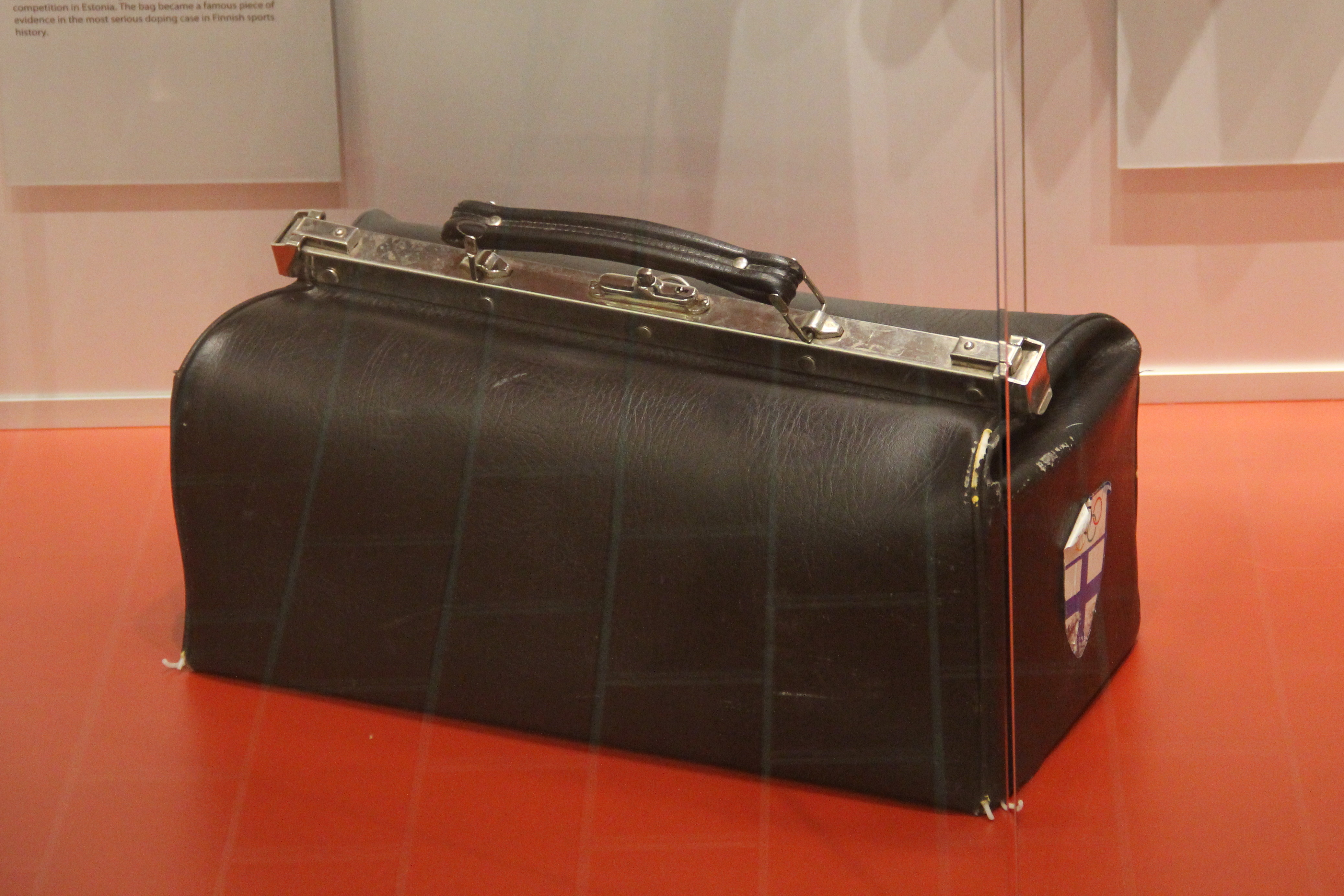
Arztkoffer („Hebammentasche“)

Ein Arztkoffer (auch Arzttasche oder Hausbesuchstasche) ist ein Koffer zum Transport elementarer medizinischer Utensilien eines Arztes, die er für Diagnostik und Therapie außerhalb der Praxis benötigt.
Der Inhalt ist nicht genormt und wird von jedem Arzt anhand der persönlichen Präferenzen, der Fachrichtung und der Kenntnisse bestückt.
Meistens enthält dieser Koffer Material für Verwaltungsaufgaben wie Rezeptblock, Einweisungsscheine, Scheine zur Verordnung einer Krankenfahrt, Schreibmaterial, Praxisstempel, Quittungsblock und Lesegerät für die Krankenkassenkarte.
Daneben enthält dieser Diagnostikmaterial wie Stethoskop, Blutdruckmessgerät, Reflexhammer, Otoskop, Blutzuckermessgerät und Teststreifen für die Urindiagnostik. 
Für die Therapie stehen Einmalhandschuhe, Verbandmaterial, Medikamente, Spritzen, Ampullarien und evtl. noch Blasenkatheter zur Verfügung.
Verwendet wird der Arztkoffer für Hausbesuche. Je nach Zustand des Patienten kann sich die Verwendung auch auf die Erste Hilfe erstrecken. Das Material ist nicht für die Versorgung von Notfallpatienten vorgesehen, für diesen Zweck stehen Notfallkoffer, wie z. B. der in der DIN 13232 genormte Notfall-Arztkoffer, zur Verfügung.